# Neoregelia ampullacea
Neoregelia ampullacea är en gräsväxtart som först beskrevs av Charles Jacques Édouard Morren, och fick sitt nu gällande namn av Lyman Bradford Smith. Neoregelia ampullacea ingår i släktet Neoregelia och familjen Bromeliaceae. Inga underarter finns listade i Catalogue of Life.